# مسجد السبزواري
مسجد السبزواري هو أحد مساجد العراق ومن أشهر المساجد عمارة في محافظة النجف، أسسه وبناه المرجع الديني الأعلى للشيعة عبد الأعلى السبزواري وتمت إعادة إعماره في ظل اجواء سياسية وامنية متشددة جدا من قبل السلطة الحاكمة في تسعينيات القرن الماضي 1992 - 1993، وشارك الخطاط العراقي جاسم النجفي في عمارة هذا المسجد من خلال تنفيذه للخطوط العربية التي تزين هذا المسجد، وقد وتم افتتاحه بعد الاعمار في عيد الغدير، وهو أيضا المكان الذي دفن فيه المرجع السبزواري، يقع المسجد في مدينة النجف القديمة في محلة الحويش، تقام فيه الآن صلاة الجماعة بإمامة إبنه السيد علي السبزواري أستاذ البحث الخارج في حوزة النجف العلمية وأيضا تقام فيه مجالس العزاء ومختلف الشعائر الحسينية بالأضافة إلى دروس الحوزة العلمية.